# Heraclius von Caesarea
Heraclius von Caesarea († 1191 bei Akkon) war Erzbischof von Caesarea und Patriarch von Jerusalem.
Er stammte aus der Auvergne und studierte – wie sein späterer Rivale Wilhelm von Tyrus – Recht in Bologna. Er kam ins Königreich Jerusalem als ernannter Erzbischof von Caesarea, während Wilhelm Erzbischof von Tyrus war. Beide nahmen 1179 am Dritten Laterankonzil teil. 1180 wurde Wilhelm als erster Kandidat für die Nachfolge als Patriarch von Jerusalem gehandelt, doch der Einfluss von Agnes von Edessa, der Mutter des Königs Balduin IV., brachte Heraclius ins Amt.

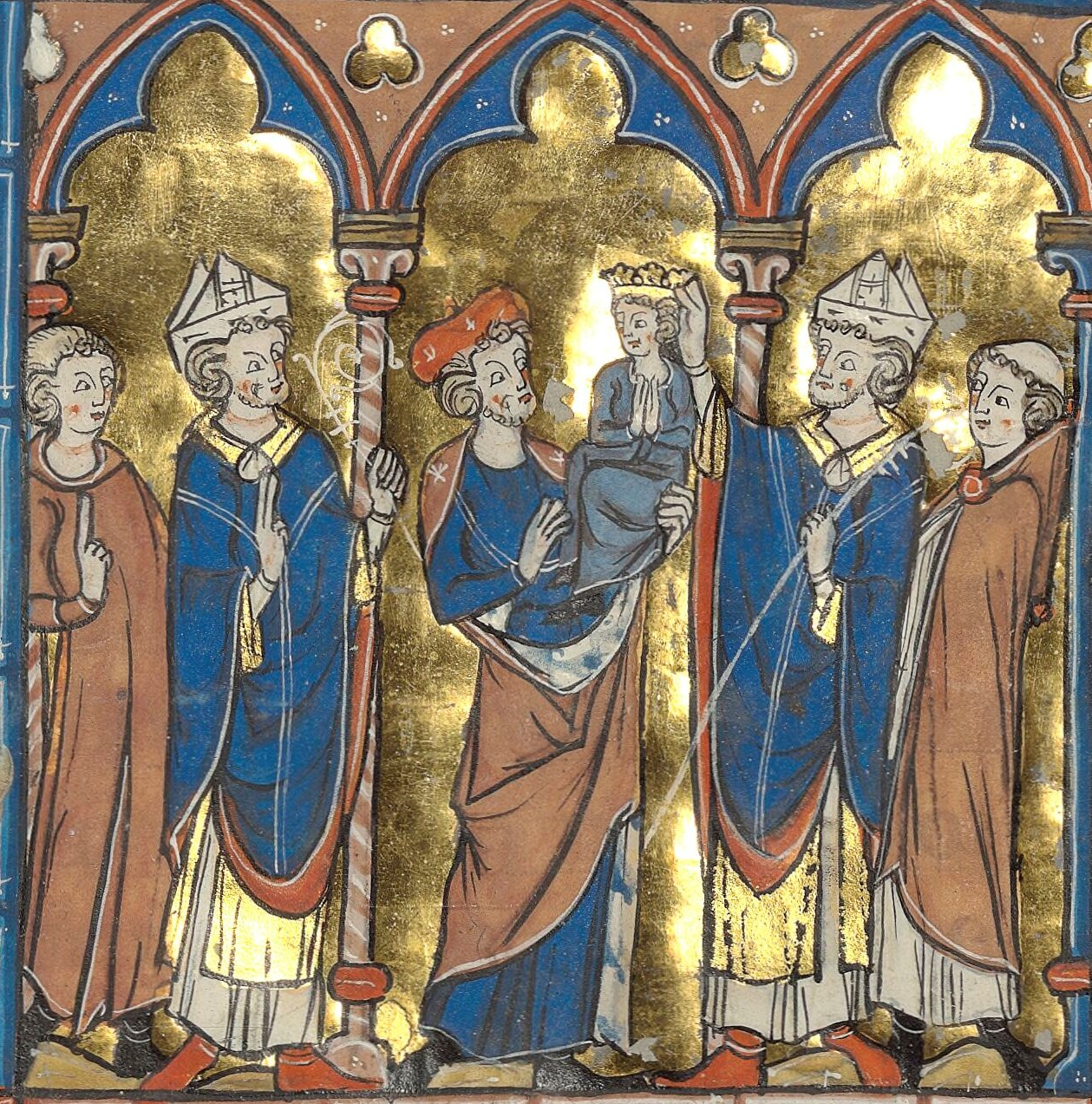
Patriarch Heraclius (2.v.r.) krönt 1183 den jungen Balduin V. (Mitte, getragen von seinem Onkel König Balduin IV.)

Da die meisten Informationen über Heraclius von seinem Rivalen Wilhelm und dessen Anhänger Ernoul stammen (letzterer setzte Wilhelms Chronik fort), wird Heraclius oft als besonders korrupt und als ausgesprochen weltliche Besetzung des Amtes gesehen. Ihm wird eine ganze Reihe von Geliebten nachgesagt, darunter angeblich auch Agnes von Edessa, aber auch Pasque de Riviera, die mit ihm zusammenlebte und als „Madame Patriarch“ angesprochen wurde. Er soll Wilhelm 1183 exkommuniziert haben, was diesen dazu brachte, nach Rom zu reisen und Hilfe beim Papst zu suchen; Ernoul berichtet sogar, Heraclius habe dort einen Giftanschlag auf Wilhelm arrangiert, der jedoch zumindest fehlschlug, wenn nicht gar eine Falschinformation darstellt, da Wilhelm nicht vor 1186 starb.
1184 reiste Heraclius in Begleitung von Roger de Moulins, dem Großmeister des Johanniterordens, und Arnaud de Toroga, dem Großmeister der Tempelritter, nach Europa, um Unterstützung bei der Lösung der brennenden Nachfolgekrise im Königreich zu suchen. Der Chronist Ralph Niger berichtet, dass sein enormes Gefolge und seine üppige Kleidung die Gefühle vieler Europäer beleidigte, deren Gefühl einen derartigen Prunk nicht akzeptierte: Wenn der Osten so reich war, dann war sicher keine Hilfe des Westens erforderlich. Heraclius bot die Königskrone sowohl Philipp II. von Frankreich als auch Heinrich II. von England an (und – nach Ralph Niger – jedem Fürsten, der ihm über den Weg lief), aber alle lehnten ab. Er hatte ein bemerkenswertes Zusammentreffen mit Heinrich II., bei dem er ihn an sein jahrelang zurückliegendes, nach dem Mord an Thomas Becket gegebenes Versprechen erinnerte, sich auf einen Kreuzzug zu begeben. In London wurde die Temple Church, das Zentrum der Tempelritter in England, von ihm geweiht.
Heraclius kehrte 1185 nach Jerusalem zurück, wo er die Thronbesteigung Guidos von Lusignan unterstützte. 1187, bei Saladins Invasion, forderte Guido ihn auf, an der Spitze der Armee mit dem Heiligen Kreuz mit in die Schlacht zu ziehen, doch Heraclius war krank und ließ sich vom Bischof von Akkon vertreten. Nach der Schlacht bei Hattin half Heraclius, die Verteidigung Jerusalems zu organisieren, war aber am 2. Oktober zur Kapitulation gezwungen. Heraclius verhandelte die Bedingungen selbst, und Saladin erlaubte ihm und anderen Christen, die Stadt gegen Lösegeld ohne Schaden zu verlassen. Es wird berichtet, dass Heraclius das Gold aus den Kirchen entfernte und bei seinem Abzug Wagenladungen von Schätzen mit sich führte.
Nach dem Fall Jerusalems fand Heraclius zunächst Zuflucht in Antiochia. Ab 1189 beteiligte er sich an der verlustreichen Belagerung von Akkon. Dort erkrankte er im Oktober 1190 schwer und starb wahrscheinlich im folgenden Winter. Als Akkon schließlich im Juli 1191 erobert wurde, war er bereits gestorben.